# Ulises Poirier
Ulises Dagoberto Poirier Puelma (Quillota, 2 febbraio 1897 – Viña del Mar, 9 marzo 1977) è stato un calciatore cileno, di ruolo difensore.

## Biografia
Nato a Quillota da genitori cileni ma con nonni francesi, studiò inizialmente al Liceo di Quillota, trasferendosi poi con la famiglia a Viña del Mar. Fu in tale città che si avvicinò alla pratica del calcio. Sposatosi con Rafaela Carmona (1º settembre 1906 – 30 giugno 1982), ebbe 6 figli; una volta cessata l'attività di calciatore lavorò nel settore dei trasporti. Fu sepolto nel cimitero di Caleta Barca, a Viña del Mar.

## Caratteristiche tecniche
Difensore sinistro, risaltava per il tempismo e per l'abilità nel gioco aereo. Forte fisicamente, aveva anche una buona tecnica.

## Carriera

### Club
A 19 anni entrò a far parte della rosa del La Cruz di Valparaíso. Nel 1927 partecipò alla tournée centro-americana ed europea del Colo-Colo Una volta morto David Arellano, Poirier divenne capitano della squadra per il resto delle partite della tournée. Rappresentò anche l'Asociación de Valparaíso.

### Nazionale
Con la Nazionale cilena, Poirier disputò tre edizioni del Campeonato Sudamericano de Football nel 1919, 1920 e 1922.
Fu convocato anche per il Mondiale 1930 in Uruguay dove giocò nella partita vinta dagli andini ai danni del Messico.